# Којукон
Којукони су атабаскански народ и северноамерички домороци. Насељени су око река Којукук и Јукон на територији данашње америчке државе Аљаска. На овој територији су присутни неколико хиљада година. У прошлости су били ловци-сакупљачи, а и данас велики део Којукона живи традиционалним начином живота. Којуконски језик припада централно аљаско-јуконској подгрупи северне групе атабасканских језика.
Њихови суседи су: Ескими Инупијаци (подгрупа Ескима Инуита) на северу и западу, Ескими Јупици на југозападу, Холикачуци на југу, Горњи Кускоквими на југу, Денаине на југу, Танане на истоку и Гвичини на североистоку.

## Подгрупре
Којукони се деле на три основне групе које се даље могу поделити на већи број мањих група:
- Којукук (насељени око реке Којукук)
  - Јукон-Кејтил (Кодилкака Котана)
  - Тодатонтин-Канути (Кунутна Котана)
  - Саут Форк
- Горњи Јукон (насељени око горњег тока реке Јукон узводно од ушћа реке Којукук)
  - Новитна Рив`р (Ногој Котана)
  - Кокринс
  - Танана-Новитна
- Доњи Јукон (насељени око доњег тока реке Јукон низводно од ушћа реке Којукук)
  - Улукагмијут (Ламас Котана)
  - Такајакса (Кајах Котана)

Крајем 19. века и почетком 20. века због недостатка информација са терена нису биле познате тачне границе етничког простора Којукона. У једном тренутку су Доњи Јукони погрешно сврставани у Ингалике, а у другом говорници дијалекта горњи којукон са река Јукон, Танана и Кантишна су погрешно сврставани у Танане. Такође су једно време Холикачуци погрешно сврставани у Којуконе. Тек су Меккинан и Краус 1960-их након теренског истраживања утврдили тачне границе етничког простора Којукона.

## Језик
Којуконски језик припада централно аљаско-јуконској подгрупи северне групе атабасканских језика. 
Којуконски језик има три дијалекта:
- Доњи којуконски дијалекат
- Централни којуконски дијалекат
- Горњи којуконски дијалекат

Доњим којуконским дијалектом говоре Доњи Јукони. Централним којуконским дијалектом говоре три  подгрупе Којукука које су насељене у доњем току реке Којукук и две подгрупе Горњих Јукона које су насељене у доњем делу горњег тока реке Јукон. Горњим којуконским дијалектом говори једна подгрупа Којукука Саут Форк, која је насељена у горњем току реке Којукук и једна подгрупа Горњих Јукона Стивенс вилиџ-Танана, која је насељена у горњем делу горњег тока реке Јукон, као и Којукони са доњег тока река Танана и Кантишна.

## Историја
У периоду пре контакта са белцима и након контакта све до око 1870. различите подгрупе Којукона су често организовале нападе на своје суседе: друге подгрупе Којукона, друге атабаскансе народе и Ескиме. Честа је била појава удруживања различитих подгрупа Горњих Јукона и Којукука због организовања напада на Доње Јуконе. Највише сукоба је било са Гвичинима. Најчешћи узроци сукоба били су борба око ловишта, освета, заробљавање жена, „шаманске враџбине” и конкуренција у трговини крзном.
Први Европљани који су дошли на територију Којукона били су Руси, који су допловили реком Јукон 1838. Када су Руси дошли приметили су да су до Којукона допрли европски производи као што су лонци од гвожђа, стаклене перле, тканине, одевни предмети и дуван посредством Ескима са којима су Руси већ дуго трговали. Такође, пре доласка Руса, до Којукона су допрле епидемије заразних болести као што су велике богиње. Последица је била драстично смањење популације Којукона, јер они нису имали природни имунитет на европске болести. 
Становници реке Којукук су били релативно изоловани од остатка света све до 1898. када се јавља Јуконска златна грозница. Тада је више од хиљаду људи дошло на обале реке у потрази за златом. Веома мало злата је нађено и већина је већ следеће године отишла.